# Samsung Galaxy Avant
O Samsung Galaxy Avant (também conhecido como Samsung Galaxy Core LTE no Canadá) é um smartphone de gama média lançado pela Samsung em julho de 2014. Estava disponível apenas na rede T-Mobile nos Estados Unidos, embora pudesse ser adquirido tanto com contrato como sem contrato. Este telefone foi vendido por US$ 230, tornando-se uma das ofertas mais baratas da T-Mobile. Embora o telefone tenha sido elogiado por seu preço baixo e desempenho decente, ele também foi criticado por sua tela e câmera ruins. A tela foi frequentemente citada como tendo cores desbotadas e falta de nitidez, provavelmente como resultado do painel TFT usado. O Galaxy Avant recebeu algumas atualizações oficiais de software, mas nunca foi atualizado além do Android KitKat.

## Rooting e ROMs personalizados
Pouco depois do lançamento desse telefone, foi descoberto um método para obter acesso à raiz no Galaxy Avant. Para fazer o root no telefone, é necessário fazer o flash de um pacote de root por meio do Odin em um PC, que pode ser usado para fazer o flash de uma recuperação personalizada, permitindo o flash de ROMs adicionais. Apesar de ter feito o root e de ter o TWRP disponível, esse dispositivo não recebeu nenhum suporte além do Android 4.4.4; no entanto, foi criada uma ROM modificada que forneceu parte do design e da funcionalidade do Android Marshmallow.